# 右谷蠡王単于
右谷蠡王単于（うろくりおうぜんう、拼音：Yòulùlíwángchányú、生没年不詳）は、中国前漢時代の匈奴の単于。伊稚斜単于の時の右谷蠡王で、名は不明。

## 生涯
紀元前126年、伊稚斜単于が即位すると、右谷蠡王となる。
紀元前119年、漢の朝廷は大将軍の衛青と驃騎将軍の霍去病に命じて匈奴を討伐し、大破させた。敗北した伊稚斜単于は漢軍の包囲を突破し寘顔山（てんがんさん）まで逃げかえった。このとき、右谷蠡王は伊稚斜単于が死んだものと思い、自ら単于の位についてしまう。しかし、伊稚斜単于が戻ってくると右谷蠡王単于は単于の称号を返上してふたたび右谷蠡王に戻った。

## 参考資料
- 『史記』（匈奴列伝）